# Шутроминский сельский совет
Шутроминский сельский совет (укр. Шутроминська сільська рада) — входит в состав
Залещицкого района
Тернопольской области
Украины.
Административный центр сельского совета находится в 
с. Шутроминцы.

## Населённые пункты совета
- с. Шутроминцы